# Шоколад для выпечки

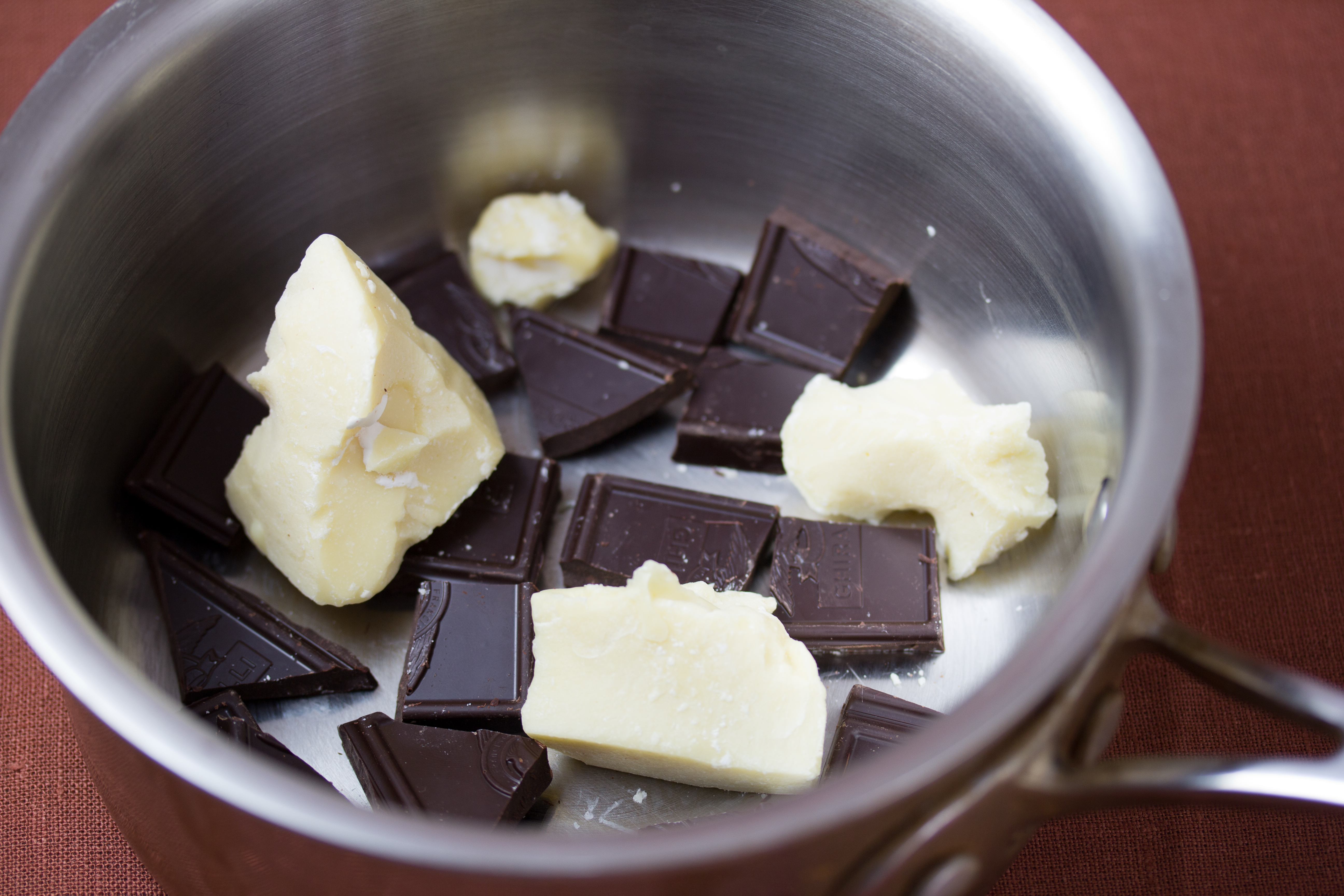
Белый шоколад для выпечки можно смешать с тёмным шоколадом для выпечки, чтобы сделать его более сладким.

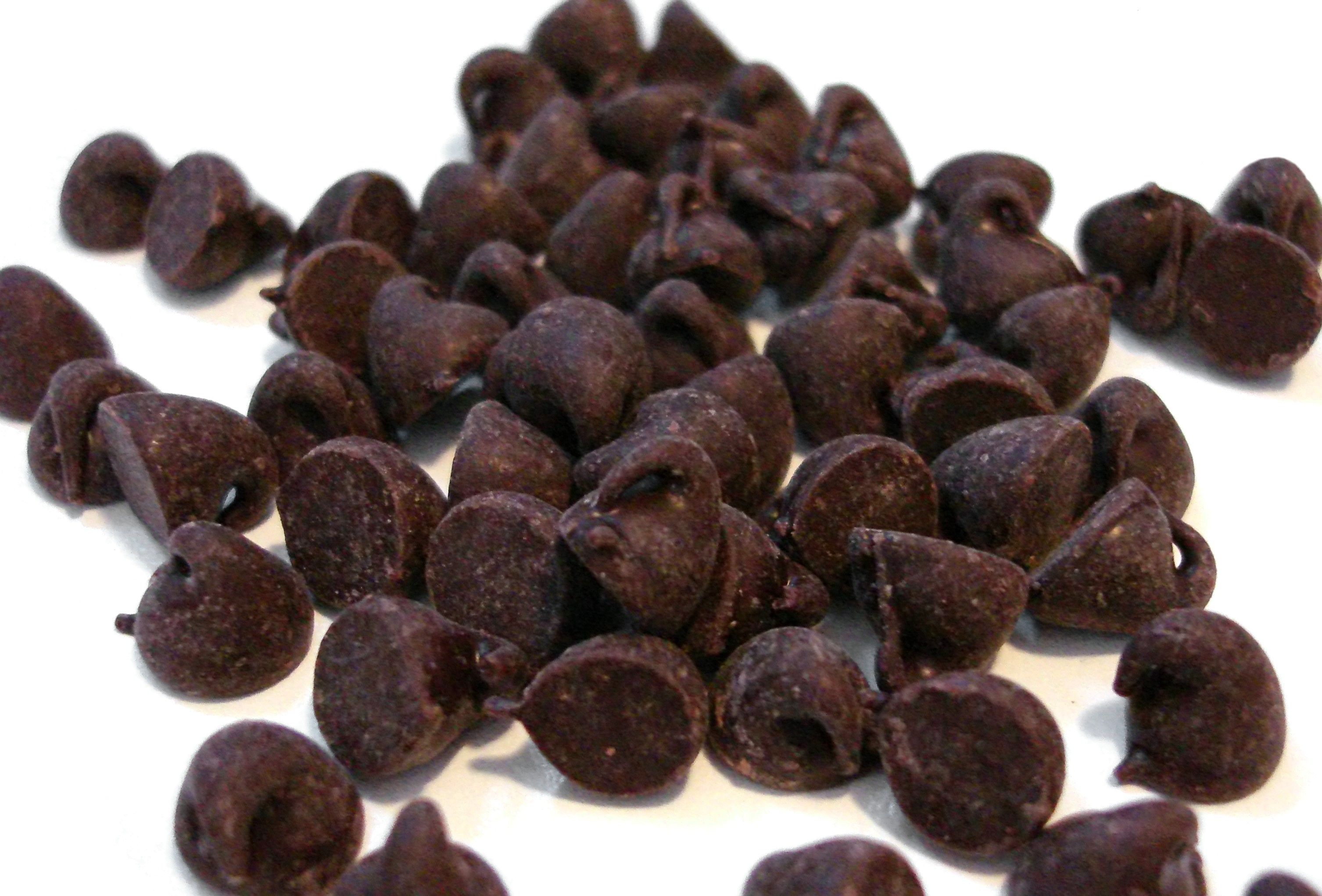
Полусладкая шоколадная стружка

Шоколад для выпечки — шоколад, предназначенный для выпечки и приготовления сладких блюд, которые могут быть подслащены или не подслащиваться. Тёмный шоколад, молочный шоколад и белый шоколад производятся и продаются как шоколад для выпечки. Однако шоколад для выпечки более низкого качества может быть не таким ароматным, как шоколад более высокого качества, и может иметь другие вкусовые ощущения.

## Производство
Современный шоколад для выпечки, как правило, изготавливается из тёртого какао, формованного в виде батончиков или шоколадной крошки. Шоколад для выпечки может быть более низкого качества по сравнению с другими видами шоколада, и в нём часть какао-масла может быть заменена другими жирами, которые не требуют темперирования. С таким видом шоколада для выпечки может быть легче работать по сравнению с теми видами, в которых содержание какао-масла не снижено.

## Разновидности
Обычно шоколад для выпечки готовят в несладком, горьком, полусладком и сладком вариантах, в зависимости от количества добавленного сахара.
В рецептах, в которых используется несладкий шоколад для выпечки, обычно используется значительное количество сахара. В горьком шоколаде для выпечки должно быть не менее 35% тёртого какао. В большинстве шоколадных конфет для выпечки содержание какао составляет не менее 50%, а остальное количество обычно состоит из сахара.
Сладкие сорта могут называться «сладким шоколадом для выпечки». Сладкий шоколад для выпечки содержит больше сахара, чем горький и полусладкий, а полусладкие сорта содержат больше сахара, чем горькие. Сладкий шоколад и полусладкий шоколад для выпечки готовят с содержанием тёртого какао от 15 до 35 процентов.
| Сорт        | Состав |
| ----------- | --- |
| Несладкий   | Не содержит сахара и содержит 99% тёртого какао или какао-порошка. |
| Горький     | Обычно содержит меньше сахара и больше тёртого какао, по сравнению с полусладкими сортами. |
| Полусладкий | В нём меньше сахара, чем в сладких сортах. В Европе существует правило, согласно которому, полусладкие сорта должны содержать больше сахара и меньше тёртого какао по сравнению с горькими сортами. В США таких правил не существует, и из-за этого полусладкие и горькие сорта могут отличаться по сладости и содержанию тёртого какао. В США горькие сорта иногда даже слаще полусладких. |
| Сладкий     | В нём больше сахара. |

## Производители
- Baker's Chocolate[10]
- Callebaut
- Ghirardelli
- Guittard
- The Hershey Company
- Lindt
- Menier
- Valrhona